# ホセ・トーレス
ホセ・トーレス（José Torres、1936年5月3日 - 2009年1月19日）は、プエルトリコの男性プロボクサー。ポンセ出身。元WBA・WBC世界ライトヘビー級王者。

## 略歴
アマチュアとしてメルボルン五輪に出場、決勝でラースロー・パップに敗れて銀メダルを獲得。その後1958年にプロデビュー、名伯楽カス・ダマトの指導を受ける。デビュー以来連戦連勝を続け、1963年にフローレンチノ・フェルナンデスに敗れるまで、1引分けを挟んで26連勝をマーク（この中には9連続KO勝ち、10連続KO勝ちが含まれる）。
なかなか王座挑戦のチャンスに恵まれなかったが、1965年3月30日、ウィリー・パストラーノに9回KO勝ちし、WBA・WBC世界ライトヘビー級統一王者を獲得（パストラーノは希代のフットワーカーだった。ボクシング研究家でもあるジョー小泉は、パストラーノをまっすぐ追わずジグザグに追い詰めたトーレスのクレバーさを高く評価している）。以後3度防衛したが、1966年12月16日、ミドル級から上がってきたナイジェリアの偉大なファイター、ディック・タイガーに15回判定負けで王座を奪われた。翌年5月16日のリターン・マッチにも判定で敗れると、年齢から来る限界もあってか、その後2試合を行っただけで1969年に引退。
王者としての活躍は決して華々しいとは言えなかったが、その強打とクレバーなボクシングは今も識者の高い評価を受けている。モハメド・アリがインタビューで「今までで最も苦しかったファイトは？」と質問され、「ホセ・トーレスとやった3ラウンドのスパーリング」と冗談交じりに答えたというエピソードが、その実力を物語っている。
引退後はボクシング・ライターとして健筆を揮い、アリやマイク・タイソンに関する著作も物している。
2009年1月19日、ポンスの自宅にて心臓発作により死亡。72歳没。

## 通算戦績
45戦41勝（29KO）3敗1引分け

## 著作
『カシアス・クレイ』（和田俊/訳）朝日新聞社 1972年
 『ビッグファイト、ビッグマネー マイク・タイソン《拳の告白》』（山際淳司/訳）竹書房 1990年